# Andromède (cloud)
Pour les articles homonymes, voir Andromède.
Andromède est le nom de code du projet initial de « cloud souverain » lancé à l’initiative du gouvernement français en 2011. L’idée de ce projet remonte à 2009 lorsque le premier ministre François Fillon, expliquait vouloir initier un grand partenariat public privé dans le « cloud computing », dans le cadre des Investissements d'avenir : « Il faut absolument que nous soyons capables de développer une alternative française et européenne dans ce domaine, qui connaît un développement exponentiel, que les Nord-Américains dominent actuellement. »
Une société devait se former autour de trois acteurs français de l’informatique et des télécommunications : Orange (au travers de son entité Orange Business Services), Thales et Dassault Systèmes. Le financement de ce projet (150 millions d'euros) devait être réalisé via les Investissements d'avenir (dit aussi Grand emprunt) avec la Caisse des dépôts comme actionnaire majoritaire avec un tiers du capital.
À la suite d'un désaccord entre Orange et Dassault Systèmes, ce projet initial a été abandonné et a donné naissance à deux nouveaux projets, soumis en 2012 à l'appel à projet du gouvernement français : 
- Cloudwatt (porté par Orange et Thales)
- Numergy (à la tête duquel on trouve SFR et Bull, ce dernier ayant remplacé Dassault Systèmes, sorti du projet après en avoir été l’instigateur et qui investit alors dans la société Outscale)

Un investissement de la Caisse des dépôts et consignation dans le cadre des Investissements d'avenir de 75 millions d'euros par projet a été décidé, permettant ainsi le développement de ces deux sociétés concurrentes, même si cela limite les économies d'échelle possibles et réduit donc leurs chances de succès.
Les sociétés ont des structures similaires : un opérateur comme actionnaire majoritaire (Orange avec 44,4 % de Cloudwatt et SFR avec 47 % de Numergy), la Caisse des Dépôts comme deuxième actionnaire (respectivement 33,3 % et 33 % pour Cloudwatt et Numergy) et enfin une entreprise spécialisée dans la sécurité (Thales à 22,2 % pour Cloudwatt et Bull pour 20 % chez Numergy). Les deux co-entreprises ainsi formées se sont lancées en septembre 2012, promettant de lancer des offres de « Cloud public souverain »
Initialement, chacun de ces clouds est valorisé à hauteur de 225 millions d'euros. En 2014, Cloudwatt n'aurait généré que 2 millions d'euros de recettes. Numergy, avec 6 millions d'euros de recettes en 2014, vise l'équilibre en 2017. Sur les 150 millions d'euros, le ministère des Finances affirme que moins de la moitié ont été dépensés début 2015.
Le 13 janvier 2015, Orange et sa filiale Orange Cloud for Business ont annoncé leur intention de racheter la totalité de Cloudwatt dont ils détiennent déjà 44,4 % du capital,. Le 20 mars 2015, Orange contrôle l'entreprise à 100 %, en rachetant les parts de Thales et de la Caisse des dépôts.
En janvier 2016, SFR finalise le rachat des 33 % de Numergy détenus par la Caisse des dépôts et les 20 % détenus par Atos devenant ainsi son unique actionnaire. La plate-forme disparaît lors de la refonte des activités cloud de SFR en 2017.
Orange annonce en août 2019 que Cloudwatt ferme définitivement ses portes au 1er février 2020.
En 2019, Bruno Le Maire souhaite cependant relancer l'idée d'un cloud souverain appelé cloud « stratégique ».